# Главы субъектов Российской Федерации в 1995 году
| Регион                                         | Глава региона                     | Дата рождения         | Партия       | Название должности                           | Вступление в должность                |
| ---------------------------------------------- | --------------------------------- | --------------------- | ------------ | -------------------------------------------- | ------------------------------------- |
| Республика Адыгея                              | Джаримов, Аслан Алиевич           | 7 ноября 1939 года    |              | Президент                                    | 5 января 1992 года                    |
| Республика Алтай                               | Чаптынов, Валерий Иванович        | 11 июня 1945 года     |              | Председатель Государственного Совета         | 27 марта 1990 года                    |
| Республика Башкортостан                        | Рахимов, Муртаза Губайдуллович    | 7 февраля 1934 года   |              | Президент                                    | 7 апреля 1990 года                    |
| Республика Бурятия                             | Потапов, Леонид Васильевич        | 4 июля 1935 года      | КПРФ         | Президент                                    | 21 октября 1991 года                  |
| Республика Дагестан                            | Магомедов, Магомедали Магомедович | 15 июня 1930 года     |              | Председатель Государственного Совета         | август 1987 года                      |
| Республика Ингушетия                           | Аушев, Руслан Султанович          | 29 октября 1954 года  |              | Президент                                    | 9 марта 1993 года                     |
| Кабардино-Балкарская Республика                | Коков, Валерий Мухамедович        | 18 октября 1941 года  |              | Президент                                    | 9 января 1992 года                    |
| Республика Калмыкия                            | Илюмжинов, Кирсан Николаевич      | 5 апреля 1962 года    |              | Президент                                    | 23 апреля 1993 года                   |
| Карачаево-Черкесская Республика                | Хубиев, Владимир Исламович        | 26 марта 1932 года    |              | Глава Республики                             | 13 января 1992 года                   |
| Республика Карелия                             | Степанов, Виктор Николаевич       | 27 января 1947 года   |              | Председатель Правительства                   | 27 апреля 1989 года                   |
| Республика Коми                                | Спиридонов, Юрий Алексеевич       | 1 ноября 1938 года    |              | Глава Республики                             | 25 апреля 1990 года                   |
| Республика Марий Эл                            | Зотин, Владислав Максимович       | 22 мая 1942 года      |              | Президент                                    | 22 августа 1991 года                  |
| Республика Мордовия                            | Бирюков, Николай Васильевич       | 21 апреля 1949 года   |              | Председатель Верховного Совета               | апрель 1993 года (до 24 января)       |
| Республика Мордовия                            | Меркушкин, Николай Иванович       | 5 февраля 1951 года   |              | Председатель Верховного Совета               | 24 января 1995 года                   |
| Республика Саха (Якутия)                       | Николаев, Михаил Ефимович         | 13 ноября 1937 года   |              | Президент                                    | 8 декабря 1989 года                   |
| Республика Северная Осетия-Алания              | Галазов, Ахсарбек Хаджимурзаевич  | 15 октября 1929 года  |              | Президент                                    | 21 марта 1990 года                    |
| Республика Татарстан                           | Шаймиев, Минтимер Шарипович       | 20 января 1937 года   | беспартийный | Президент                                    | 11 апреля 1990 года                   |
| Республика Тыва                                | Ооржак, Шериг-оол Дизижикович     | 24 июля 1942 года     | беспартийный | Президент                                    | 15 марта 1992 года                    |
| Удмуртская Республика                          | Тубылов, Валентин Кузьмич         | 13 ноября 1935 года   |              | Председатель Верховного Совета               | 1990 год (до апреля)                  |
| Удмуртская Республика                          | Волков, Александр Александрович   | 25 декабря 1951 года  |              | Председатель Верховного Совета               | апрель 1995                           |
| Республика Хакасия                             | Штыгашев, Владимир Николаевич     | 18 октября 1939 года  |              | Председатель Верховного Совета               | 4 февраля 1992 года                   |
| Чеченская Республика                           | Автурханов, Умар Джунитович       | 21 января 1946 года   |              | Председатель Комитета Национального Согласия | 4 июня 1994 года (до октября)         |
| Чеченская Республика                           | Завгаев, Доку Гапурович           | 22 декабря 1942 года  |              | Глава Республики                             | октябрь 1995 года                     |
| Чувашская Республика                           | Фёдоров, Николай Васильевич       | 9 мая 1958 года       |              | Президент                                    | 21 января 1994 года                   |
| Алтайский край                                 | Коршунов, Лев Александрович       | 13 февраля 1946 года  |              | Глава Администрации                          | 20 января 1994 года                   |
| Краснодарский край                             | Харитонов, Евгений Михайлович     | 4 октября 1946 года   |              | Глава администрации (губернатор)             | 2 августа 1994 года                   |
| Красноярский край                              | Зубов, Валерий Михайлович         |                       |              | Губернатор                                   | 27 января 1993 года                   |
| Приморский край                                | Наздратенко, Евгений Иванович     | 16 февраля 1949 года  |              | Губернатор                                   | 24 мая 1993 года                      |
| Ставропольский край                            | Кузнецов, Евгений Семёнович       | 27 декабря 1938 года  |              | Глава Администрации                          | 24 октября 1991 года (до 30 июня)     |
| Ставропольский край                            | Марченко, Пётр Петрович           | 2 января 1948 года    |              | Глава Администрации                          | июль 1995 года                        |
| Хабаровский край                               | Ишаев, Виктор Иванович            | 16 апреля 1948 года   |              | Губернатор                                   | 24 октября 1991 года                  |
| Амурская область                               | Дьяченко, Владимир Николаевич     |                       |              | Губернатор                                   | 3 декабря 1994 года                   |
| Архангельская область                          | Балакшин, Павел Николаевич        | 10 июля 1936 года     |              | Глава Администрации                          | 19 сентября 1991 года                 |
| Астраханская область                           | Гужвин, Анатолий Петрович         | 25 марта 1946 года    |              | Губернатор                                   | 28 августа 1991 года                  |
| Белгородская область                           | Савченко, Евгений Степанович      | 8 апреля 1950 года    |              | Глава администрации                          | 11 октября 1993 года                  |
| Брянская область                               | Карпов, Владимир Александрович    |                       |              | Губернатор                                   | 25 сентября 1993 года (до 16 августа) |
| Брянская область                               | Барабанов, Владимир Александрович | 1 августа 1951 года   |              | Губернатор                                   | 16 августа 1995 года                  |
| Владимирская область                           | Власов, Юрий Васильевич           | 22 июня 1961 года     |              | Губернатор                                   | 25 сентября 1991 года                 |
| Волгоградская область                          | Шабунин, Иван Петрович            | 9 октября 1935 года   |              | Глава администрации                          | 19 сентября 1991 года                 |
| Вологодская область                            | Подгорнов, Николай Михайлович     | 15 мая 1949 года      |              | Губернатор                                   | 24 октября 1991 года                  |
| Воронежская область                            | Ковалёв, Александр Яковлевич      | 13 сентября 1942 года |              | Губернатор                                   | 10 апреля 1992 года                   |
| Ивановская область                             | Лаптев, Адольф Фёдорович          | 18 ноября 1935 года   |              | Губернатор                                   | 24 декабря 1991 года                  |
| Иркутская область                              | Ножиков, Юрий Абрамович           | 17 февраля 1934 года  |              | Губернатор                                   | 19 сентября 1991 года                 |
| Калининградская область                        | Маточкин, Юрий Семёнович          | 18 октября 1931 года  |              | Губернатор                                   | 25 сентября 1991 года                 |
| Калужская область                              | Дерягин, Александр Васильевич     | 19 февраля 1941 года  |              | Губернатор                                   | 25 сентября 1991 года                 |
| Камчатская область                             | Бирюков, Владимир Афанасьевич     | 19 октября 1933 года  |              | Губернатор                                   | 16 ноября 1991 года                   |
| Кемеровская область                            | Кислюк, Михаил Борисович          | 30 апреля 1951 года   |              | Губернатор                                   | 27 августа 1991 года                  |
| Кировская область                              | Десятников, Василий Алексеевич    |                       |              | Глава Администрации                          | 11 декабря 1991 года                  |
| Костромская область                            | Арбузов, Валерий Петрович         | 1 октября 1939 года   |              | Губернатор                                   | 14 декабря 1991 года                  |
| Курганская область                             | Герасимов, Валентин Павлович      | 28 мая 1940 года      |              | Губернатор                                   | 24 декабря 1991 года (до августа)     |
| Курганская область                             | Соболев, Анатолий Николаевич      | 10 декабря 1940 года  |              | Губернатор                                   | август 1995 года                      |
| Курская область                                | Шутеев, Василий Иванович          |                       |              | Губернатор                                   | 11 декабря 1991 года                  |
| Ленинградская область                          | Беляков, Александр Семёнович      | 20 мая 1945           |              | Губернатор                                   | 20 октября 1991 года                  |
| Липецкая область                               | Наролин, Михаил Тихонович         | 19 октября 1933 года  |              | Глава администрации                          | 12 мая 1993 года                      |
| Магаданская область                            | Михайлов, Виктор Григорьевич      | 1 апреля 1936 года    |              | Губернатор                                   | 24 декабря 1991 года                  |
| Московская область                             | Тяжлов, Анатолий Степанович       | 11 октября 1942 года  |              | Губернатор                                   | 16 октября 1991 года                  |
| Мурманская область                             | Комаров, Евгений Борисович        | 10 апреля 1942 года   |              | Глава Администрации                          | 10 ноября 1991 года                   |
| Нижегородская область                          | Немцов, Борис Ефимович            | 9 октября 1959 года   |              | Губернатор                                   | 30 ноября 1991 года                   |
| Новгородская область                           | Прусак, Михаил Михайлович         | 23 февраля 1960 года  |              | Губернатор                                   | 24 октября 1991 года                  |
| Новосибирская область                          | Индинок, Иван Иванович            | 6 августа 1938 года   |              | Глава администрации                          | 5 октября 1993 года (до 30 декабря)   |
| Новосибирская область                          | Муха, Виталий Петрович            | 17 мая 1936 года      |              | Губернатор                                   | 30 декабря 1995 года                  |
| Омская область                                 | Полежаев, Леонид Константинович   | 30 января 1940 года   |              | Губернатор                                   | 31 марта 1990 года                    |
| Оренбургская область                           | Елагин, Владимир Васильевич       | 20 апреля 1955 года   |              | Губернатор                                   | 24 октября 1991                       |
| Орловская область                              | Строев, Егор Семёнович            | 25 февраля 1937 года  |              | Губернатор                                   | 11 мая 1993 года                      |
| Пензенская область                             | Ковлягин, Анатолий Фёдорович      | 11 января 1938 года   |              | Губернатор                                   | 11 мая 1993 года                      |
| Пермская область                               | Кузнецов, Борис Юрьевич           | 18 февраля 1935 года  |              | Губернатор                                   | 24 декабря 1991 года                  |
| Псковская область                              | Туманов, Владислав Николаевич     | 29 января 1958 года   |              | Губернатор                                   | 22 мая 1992 года                      |
| Ростовская область                             | Чуб, Владимир Фёдорович           | 24 июля 1948 года     |              | Губернатор                                   | 8 октября 1991 года                   |
| Рязанская область                              | Меркулов, Геннадий Константинович | 12 мая 1940 года      |              | Губернатор                                   | 25 января 1994 года                   |
| Самарская область                              | Титов, Константин Алексеевич      | 30 октября 1944 года  |              | Губернатор                                   | 31 августа 1991 года                  |
| Саратовская область                            | Белых, Юрий Васильевич            | 30 сентября 1941 года |              | Глава Администрации                          | 25 февраля 1992 года                  |
| Сахалинская область                            | Краснояров, Евгений Алексеевич    | 24 ноября 1939 года   |              | Губернатор                                   | 8 апреля 1993 года (до 24 апреля)     |
| Сахалинская область                            | Фархутдинов, Игорь Павлович       | 16 апреля 1950 года   |              | Губернатор                                   | 24 апреля 1995 года                   |
| Свердловская область                           | Страхов, Алексей Леонидович       | 26 октября 1942 года  |              | Глава Администрации                          | 6 января 1994 года (до 23 августа)    |
| Свердловская область                           | Россель, Эдуард Эргартович        | 8 октября 1937 года   |              | Губернатор                                   | 23 августа 1995 года                  |
| Смоленская область                             | Глушенков, Анатолий Егорович      | 20 ноября 1942 года   |              | Губернатор                                   | 11 мая 1993 года                      |
| Тамбовская область                             | Бабенко, Владимир Дмитриевич      |                       |              | Глава администрации                          | 11 декабря 1991 года (до 24 марта)    |
| Тамбовская область                             | Бетин, Олег Иванович              | 25 августа 1950 года  |              | Глава администрации                          | 24 марта 1995 года (до 30 декабря)    |
| Тамбовская область                             | Рябов, Александр Иванович         | 15 октября 1936 года  |              | Глава администрации                          | 30 декабря 1995 года                  |
| Тверская область                               | Суслов, Владимир Антонович        | 21 ноября 1939 года   |              | Глава Администрации                          | 20 октября 1991 года (до 30 декабря)  |
| Тверская область                               | Платов, Владимир Игнатьевич       | 23 октября 1946 года  |              | Губернатор                                   | 30 декабря 1995 года                  |
| Томская область                                | Кресс, Виктор Мельхиорович        | 16 ноября 1948 года   |              | Глава Администрации                          | 20 октября 1991 года                  |
| Тульская область                               | Севрюгин, Николай Васильевич      | 16 февраля 1939 года  |              | Губернатор                                   | 20 октября 1991 года                  |
| Тюменская область                              | Рокецкий, Леонид Юлианович        | 15 марта 1942 года    |              | Губернатор                                   | 12 января 1993 года                   |
| Ульяновская область                            | Горячев, Юрий Фролович            | 11 ноября 1938 года   |              | Губернатор                                   | 9 января 1992 года                    |
| Челябинская область                            | Соловьёв, Вадим Павлович          | 3 марта 1947 года     |              | Губернатор                                   | 24 октября 1991 года                  |
| Читинская область                              | Иванов, Борис Петрович            | 7 июля 1941 года      |              | Губернатор                                   | 30 ноября 1991 года                   |
| Ярославская область                            | Лисицын, Анатолий Иванович        | 26 июня 1947 года     |              | Губернатор                                   | 3 декабря 1991 года                   |
| Москва                                         | Лужков, Юрий Михайлович           | 21 сентября 1936 года |              | Мэр                                          | 6 июня 1992 года                      |
| Санкт-Петербург                                | Собчак, Анатолий Александрович    | 10 августа 1937 года  |              | Мэр                                          | 23 мая 1990 года                      |
| Еврейская автономная область                   | Волков, Николай Михайлович        | 19 декабря 1951 года  |              | Губернатор                                   | 14 декабря 1991 года                  |
| Агинский Бурятский автономный округ            | Цедашиев, Гуродарм Цедашиевич     |                       |              | Губернатор                                   | 26 декабря 1991 года                  |
| Коми-Пермяцкий автономный округ                | Полуянов, Николай Андреевич       | 14 июля 1952 года     |              | Глава Администрации                          | 14 декабря 1991 года                  |
| Корякский автономный округ                     | Леушкин, Сергей Геннадьевич       | 9 октября 1950 года   |              | Глава Администрации                          | 16 ноября 1991 года                   |
| Ненецкий автономный округ                      | Комаровский, Юрий Владимирович    | 18 мая 1952 года      |              | Глава администрации                          | 30 ноября 1991 года                   |
| Таймырский (Долгано-Ненецкий) автономный округ | Неделин, Геннадий Павлович        | 20 мая 1938 года      |              | Глава администрации                          | 18 декабря 1991 года                  |
| Усть-Ордынский Бурятский автономный округ      | Батагаев, Алексей Николаевич      | 18 января 1950 года   |              | Глава администрации                          | 26 декабря 1991 года                  |
| Ханты-Мансийский автономный округ              | Филипенко, Александр Васильевич   | 31 мая 1950 года      |              | Губернатор                                   | 18 декабря 1991 года                  |
| Чукотский автономный округ                     | Назаров, Александр Викторович     | 24 февраля 1951 года  |              | Губернатор                                   | 11 ноября 1991 года                   |
| Эвенкийский автономный округ                   | Якимов, Анатолий Михайлович       | 10 марта 1949 года    |              | Губернатор                                   | 18 декабря 1991 года                  |
| Ямало-Ненецкий автономный округ                | Неёлов, Юрий Васильевич           | 24 июня 1952 года     |              | Глава администрации                          | 12 февраля 1994 года                  |